# Колібрі-іскринка рубіновогорлий
Колі́брі-іскри́нка рубіновогорлий (Chaetocercus heliodor) — вид серпокрильцеподібних птахів родини колібрієвих (Trochilidae). Мешкає в Андах.

## Опис
Довжина птаха становить 5,8-6,4 см. У самців верхня частина тіла темно-синьо-зелена з металевим відблиском. На горлі блискуча рожевувато-фіолетова пляма, окаймлена широкою білою смугою, яка звужується на потилиці є переходить у смуги, що ідуть до очей. груди сіруваті, живіт і боки зелені. Під крилах є білі плями, помітні в польоті. Хвіст відносно короткий, роздвоєний, чорний, крайні стернові пера являють собою голі стрижні, опахала на них відсутні. Дзьоб прямий, чорний, довжиною 13 мм.
У самиць верхня частина тіла темно-зелена або бронзово-зелена, надхвістя рудувате. Нижня частина тіла охриста або рудувато-коричнева, на горлі малопомітний охристий "комір". За очима темні смуги.  Хвіст округлий, коричневий з чорною смугою на кінці. Самці підвиду C. h. cleavesi є темнішими, ніж представники номінативного підвиду, горло у них менш пурпурове, хвіст коротший.

## Підвиди
Виділяють два підвиди:
- C. h. heliodor (Bourcier, 1840) — Анди на північному заході Венесуели (Кордильєра-де-Мерида), в Колумбії і західному Еквадорі;
- C. h. cleavesi Moore, RT, 1934 — Анди на північному сході Еквадору (від Сукумбіоса до Морони-Сантьяго).

## Поширення і екологія
Рубіновогорлі колібрі-іскринки мешкають у Венесуелі, Колумбії і Еквадорі. Вони живуть у відкритих і напіввідкритих місцевостях, зокрема на узліссях вологих тропічних лісів, на кавових плантаціях та у вторинних заростях. Зустрічаються на висоті від 1100 до 1800 м над рівнем моря, місцями на висоті до 3000 м над рівнем моря. Можливо, птахи іноді здійснюють висотні міграції.
Рубіновогорлі колібрі-іскринки живляться нектаром великих квітучих дерев, зокрема з роду Inga. Шукають їжу в нижньому і середньому ярусах лісу. Вони не захищають кормові території, а через невеликі розміри і повільний політ, як у джмелів, живляться нектаром на територіях інших колібрі. Крім того, рубіновогорлі колібрі-іскринки живляться комахами, яких ловлять в польоті. В Колумббії сезон розмноження у них триває з квітня по жовтень. Гніздо чашоподібне, робиться з м'якого рослинного матеріалу, лишайників, шматочків листя і гілочок, прикріплюється за допомогою павутиння до гілки.